# Антонссон, Ханс
Ханс Ингве Антонссон (швед. Hans Yngve Antonsson; 8 ноября 1934, Тролльхеттан, Швеция — 2 сентября 2021, Густавсберг, Швеция) — шведский борец вольного и греко-римского стилей, бронзовый призёр Олимпийских игр, бронзовый призёр чемпионата мира, 14-кратный (по другим данным 15-кратный) чемпион Швеции по вольной и греко-римской борьбе (1958—1967). Племянник Бертиля Антонссона, многократного чемпиона мира по борьбе.

## Биография
Начал заниматься борьбой под влиянием своего дяди Бертиля Антонссона. В 1953 году завоевал звания чемпиона Швеции среди юниоров как по вольной, так и по греко-римской борьбе. В 1958 году в первый раз стал чемпионом Швеции. 
В 1960 на Олимпийских играх выступал в среднем весе в соревнованиях по вольной борьбе и завоевал бронзовую медаль игр.
См. таблицу турнира.
В 1961 году завоевал бронзовую медаль чемпионата мира.
В 1968 году завершил спортивную карьеру.